# Matthew Semelsberger
Matthew Paul Semelsberger (23 de noviembre de 1992, Rockville, Maryland, Estados Unidos) es un artista marcial mixto estadounidense que compite en la división de peso wélter de Ultimate Fighting Championship.

## Antecedentes
Semelsberger jugó al fútbol de la División I-AA con una beca en el Marist College mientras se especializaba en justicia penal. Sin embargo, terminó abandonando al principio de su carrera en la UFC. A los 14 años, entró en un programa de MMA en una escuela cercana a su casa. Tras haber practicado algunos años de lucha libre juvenil, Matthew quería aprender a luchar por si alguna vez se encontraba en una situación en la que la violencia fuera su única opción. Después de que uno de sus compañeros de lucha le enseñara su colección de DVD y cintas VHS de Ultimate Fighting Championship, se enamoró de este deporte y decidió iniciar su objetivo de llegar a la UFC.

## Carrera en las artes marciales mixtas

### Carrera temprana
Comenzando su carrera profesional en 2017, Semelsberger compiló un récord de 6-2 en la escena regional de la Costa Este, compitiendo en promociones como CFFC, donde ganó una decisión cerrada contra Zulkarnaiyn Kamchybekov en CFFC 74, Maverick MMA, donde ganó un combate contra Kris Gratalo en Maverick MMA 15 después de que Gratalo arrojara la toalla entre asaltos debido a una rotura de brazo, y Art of War Cage Fighting, donde Semelsberger consiguió su última victoria antes de ser contratado por la UFC tras noquear a Richard Patishnock en AoWCF 17.

### Ultimate Fighting Championship
Semelsberger estaba inicialmente programado para hacer su debut en la promoción contra Philip Rowe en UFC on ESPN: Munhoz vs. Edgar el 22 de agosto de 2020. Sin embargo, Rowe se retiró del combate alegando una lesión en el dedo del pie y fue sustituido por Carlton Minus. A pesar de derribar a Minus en el primer asalto, Semelsberger ganó el combate por decisión unánime.
Semelsberger hizo su segunda aparición en la promoción contra Jason Witt en UFC Fight Night: Edwards vs. Muhammad el 14 de marzo de 2021. Ganó el combate por nocaut en el primer minuto. Esta victoria le valió el premio a la Actuación de la Noche.
Semelsberger se enfrentó a Khaos Williams el 19 de junio de 2021 en UFC on ESPN: The Korean Zombie vs. Ige. Perdió el combate por decisión unánime.
Semelsberger se enfrentó a Martin Sano Jr. el 25 de septiembre de 2021 en UFC 266. Ganó el combate por nocaut en el primer asalto.
Semelsberger se enfrentó a  A.J. Fletcher el 12 de marzo de 2022 en UFC Fight Night 203. Ganó el combate por decisión unánime.

## Campeonatos y logros

### Artes marciales mixtas
- Ultimate Fighting Championship
  - Actuación de la Noche (una vez) vs. Jason Witt[13]

## Récord en artes marciales mixtas
| Resultado | Récord | Oponente                | Método                            | Evento                                 | Fecha                    | Ronda | Tiempo | Localización                | Notas                                  |
| --------- | ------ | ----------------------- | --------------------------------- | -------------------------------------- | ------------------------ | ----- | ------ | --------------------------- | -------------------------------------- |
| Victoria  | 10-3   | A.J. Fletcher           | Decisión (unánime)                | UFC Fight Night 203                    | 12 de marzo de 2022      | 3     | 5:00   | Las Vegas, Nevada           |                                        |
| Victoria  | 9–3    | Martin Sano Jr.         | KO (puñetazo)                     | UFC 266                                | 25 de septiembre de 2021 | 1     | 0:15   | Las Vegas, Nevada           |                                        |
| Derrota   | 8–3    | Khaos Williams          | Decisión (unánime)                | UFC on ESPN: The Korean Zombie vs. Ige | 19 de junio de 2021      | 3     | 5:00   | Las Vegas, Nevada           |                                        |
| Victoria  | 8–2    | Jason Witt              | KO (puñetazo)                     | UFC Fight Night: Edwards vs. Muhammad  | 13 de marzo de 2021      | 1     | 0:16   | Las Vegas, Nevada           | Actuación de la Noche.                 |
| Victoria  | 7–2    | Carlton Minus           | Decisión (unánime)                | UFC on ESPN: Munhoz vs. Edgar          | 22 de agosto de 2020     | 3     | 5:00   | Las Vegas, Nevada           |                                        |
| Victoria  | 6–2    | Richard Patishnock      | KO (puñetazo)                     | Art of War Cage Fighting 17            | 8 de febrero de 2020     | 1     | 2:14   | Filadelfia, Pensilvania     |                                        |
| Victoria  | 5–2    | Kris Gratalo            | TKO (lesión)                      | Maverick MMA 15                        | 9 de noviembre de 2019   | 2     | 5:00   | Dickson City, Pensilvania   | Combate de peso medio.                 |
| Victoria  | 4–2    | Zulkarnaiyn Kamchybekov | Decisión (dividida)               | CFFC 74                                | 17 de mayo de 2019       | 3     | 5:00   | Atlantic City, Nueva Jersey | Combate de peso acordado (175 libras). |
| Derrota   | 3–2    | Jerome Featherstone     | TKO (puñetazos)                   | Shogun Fights 20                       | 6 de octubre de 2018     | 3     | 4:09   | Baltimore, Maryland         |                                        |
| Victoria  | 3–1    | Scott Noble             | TKO (puñetazos)                   | Shogun Fights 18                       | 14 de abril de 2018      | 2     | 4:53   | Baltimore, Maryland         | Debut en el peso wélter.               |
| Derrota   | 2–1    | Darren Costa            | Sumisión (estrangulamiento brabo) | Shogun Fights 17                       | 7 de octubre de 2017     | 3     | 1:23   | Baltimore, Maryland         |                                        |
| Victoria  | 2–0    | Brian Maxwell           | Sumisión (gancho de talón)        | Strike Off 10                          | 17 de junio de 2017      | 3     | 1:43   | Manassas Park, Virginia     |                                        |
| Victoria  | 1–0    | Donelei Benedetto       | TKO (puñetazos)                   | Shogun Fights 16                       | 8 de abril de 2017       | 2     | 1:10   | Baltimore, Maryland         | Debut en el peso medio.                |